# Coppa Italia 2008/09

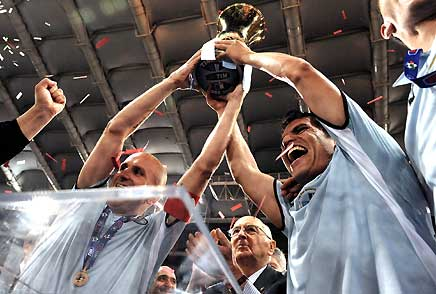
Überreichung der Trophäe durch Giorgio Napolitano

Die Coppa Italia, der italienische Pokalwettbewerb, begann in der Saison 2008/09 am 9. August 2008 mit den Erstrundenspielen. Das Finale fand am 13. Mai 2009 zwischen Lazio Rom und Sampdoria Genua statt. Lazio gewann die Partie im Elfmeterschießen und sicherte sich den fünften Pokalsieg der Vereinsgeschichte.

## Modus
An der 61. Ausgabe des Wettbewerbs nahmen insgesamt 78 Mannschaften teil. Die gesamte der Serie A der Saison 2008/09 sowie 20 Vereine der aktuellen Serie B, da Messina und Spezia aufgrund von finanziellen Nöten nicht spielberechtigt waren. Des Weiteren wurden 20 Teams von der Lega Pro Prima Divisione (ehemals C1) gestellt, die jeweils 10 Bestplatzierten von Girone A und Girone B. Die Lega Pro Seconda Divisione (ehemals C2) hingegen stellte nur noch neun Vereine, jeweils den Gruppenersten und die Playoff-Finalisten der Girone A, B und C. Aus der höchsten Amateurliga Italiens, der Serie D, wurden die restlichen neun Plätze aufgefüllt.
In der ersten Runde trafen die 36 Mannschaften der drei untersten Spielklassen aufeinander. Die Gewinner der Spiele treffen dann in der zweiten Runde auf die 22 Vereine der Serie B. In der dritten Runde wiederum trafen die Erstligisten der Plätze 9–20 der vergangenen Saison auf die Gewinner der vorherigen Runde. Die 16 Gewinner dieser dritten Runde spielen erst noch einmal untereinander 8 Teams aus, die dann im Achtelfinale auf die Klubs der Plätze 1–8 der vergangenen Saison treffen.
Bis auf die Halbfinalpartien wurde jeweils nach dem K.-o.-System verfahren, nur die Runde der letzten Vier wurde mittels Hin- und Rückspiel entschieden.

## 1. Runde
|                  | Ergebnis        |                                  |
| ---------------- | --------------- | -------------------------------- |
| Gallipoli Calcio | 3:2             | ASD Bacoli Sibilla Flegrea       |
| Ravenna Calcio   | 5:1             | Polisportiva Castellarano Calcio |
| AC Monza Brianza | ?:? (5:4 i. E.) | Celano FC Olimpia                |
| Perugia Calcio   | 1:0             | AC Lumezzane                     |
| AC Mezzocorona   | 0:2             | Pescara Calcio                   |
| SS Cavese        | 3:1             | AS Biellese                      |
| Sorrento Calcio  | 3:1             | USD Castelsardo                  |
| AC Legnano       | 1:3             | Benevento Calcio                 |
| AC Pro Sesto     | 2:0             | SS Tritium 1908                  |
| Foligno Calcio   | 3:2             | US Pergocrema                    |
| FC Crotone       | 2:0             | Renato Curi Angolana             |
| Novara Calcio    | 3:1             | Real Marcianise                  |
| AC Cesena        | 3:1             | AC Chioggia Sottomarina          |
| US Foggia        | 0:2             | SS Barletta Calcio               |
| US Cremonese     | *0:3*           | AC Reggiana                      |
| AC Arezzo        | 1:4             | Calcio Portogruaro Summaga       |
| Calcio Padova    | 8:0             | US Città di Pontedera            |
| Taranto Sport    | 1:2             | Bassano Virtus                   |

- * = Die Partie zwischen US Cremonese und AC Reggiana endete mit einem 1:0-Sieg für den Gastgeber. Da dieser einen nicht spielberechtigten Spieler einsetzte, wurde die Begegnung am grünen Tisch entschieden und mit einem 3:0-Sieg für Reggiana gewertet.

## 2. Runde
|                    | Ergebnis        |                            |
| ------------------ | --------------- | -------------------------- |
| AS Bari            | 2:0             | Bassano Virtus             |
| UC AlbinoLeffe     | ?:? (6:5 i. E.) | Pescara Calcio             |
| FC Parma           | 3:2 n. V.       | Calcio Portogruaro Summaga |
| AC Mantova         | 1:0             | Gallipoli Calcio           |
| Rimini Calcio      | ?:? (2:4 i. E.) | Ravenna Calcio             |
| Vicenza Calcio     | 3:0             | AC Monza Brianza           |
| Ascoli Calcio      | 3:1             | Perugia Calcio             |
| Pisa Calcio        | 1:2             | AS Cittadella              |
| FC Empoli          | 2:0             | Ancona Calcio              |
| US Grosseto        | 4:2             | SS Cavese                  |
| US Triestina       | 2:1             | Sorrento Calcio            |
| FBC Treviso        | ?:? (6:7 i. E.) | Benevento Calcio           |
| AC Pro Sesto       | 0:1             | FC Modena                  |
| Brescia Calcio     | 2:1             | Foligno Calcio             |
| Frosinone Calcio   | 0:2             | FC Crotone                 |
| AS Livorno         | 3:0             | Novara Calcio              |
| Salernitana Calcio | 3:1             | AC Cesena                  |
| SS Barletta Calcio | 1:3             | US Sassuolo Calcio         |
| Piacenza Calcio    | 0:1             | Calcio Padova              |
| US Avellino        | 0:1             | AC Reggiana                |

## 3. Runde
|                    | Ergebnis  |                    |
| ------------------ | --------- | ------------------ |
| US Palermo         | 1:2       | Ravenna Calcio     |
| FC Bologna         | 2:0       | Vicenza Calcio     |
| Ascoli Calcio      | 1:0       | AS Bari            |
| AC Siena           | 4:0       | UC AlbinoLeffe     |
| AS Cittadella      | 0:1       | FC Empoli          |
| Reggina Calcio     | 3:0       | US Grosseto        |
| Cagliari Calcio    | 1:0       | US Triestina       |
| Lazio Rom          | 5:1       | Benevento Calcio   |
| Atalanta Bergamo   | 2:1       | FC Modena          |
| FC Turin           | 2:1 n. V. | Brescia Calcio     |
| FC Crotone         | 0:3       | AS Livorno         |
| US Lecce           | 0:1       | Salernitana Calcio |
| Catania Calcio     | 2:1 n. V. | FC Parma           |
| Chievo Verona      | 1:2       | Padova Calcio      |
| CFC Genua          | 3:1       | AC Mantova         |
| US Sassuolo Calcio | 1:0       | AC Reggiana        |

## 4. Runde
|                    | Ergebnis        |                    |
| ------------------ | --------------- | ------------------ |
| AC Siena           | 0:2             | FC Empoli          |
| Reggina Calcio     | 4:0             | Cagliari Calcio    |
| Catania Calcio     | 4:0             | Padova Calcio      |
| Salernitana Calcio | ?:? (6:5 i. E.) | US Sassuolo Calcio |
| FC Bologna         | 1:0             | Ascoli Calcio      |
| Lazio Rom          | 2:0             | Atalanta Bergamo   |
| FC Turin           | 3:2 n. V.       | AS Livorno         |
| CFC Genua          | 2:1             | Ravenna Calcio     |

## Achtelfinale
|                 | Ergebnis        |                    |
| --------------- | --------------- | ------------------ |
| Sampdoria Genua | 2:1             | FC Empoli          |
| Udinese Calcio  | ?:? (8:7 i. E.) | Reggina Calcio     |
| SSC Neapel      | 3:1             | Salernitana Calcio |
| AC Mailand      | 1:2             | Lazio Rom          |
| AS Rom          | 2:0             | FC Bologna         |
| AC Florenz      | 0:1             | FC Turin           |
| Inter Mailand   | 3:1 n. V.       | CFC Genua          |
| Juventus Turin  | 3:0             | Catania Calcio     |

## Viertelfinale
|                | Ergebnis        |                 |
| -------------- | --------------- | --------------- |
| Inter Mailand  | 2:1             | AS Rom          |
| Udinese Calcio | 1:1 (2:5 i. E.) | Sampdoria Genua |
| Lazio Rom      | 3:1             | FC Turin        |
| Juventus Turin | 0:0 (4:3 i. E.) | SSC Neapel      |

## Halbfinale
|                 | Gesamt |                | Hinspiel | Rückspiel |
| --------------- | ------ | -------------- | -------- | --------- |
| Lazio Rom       | 4:2    | Juventus Turin | 2:1      | 2:1       |
| Sampdoria Genua | 3:1    | Inter Mailand  | 3:0      | 0:1       |

## Finale
Das Finale der Coppa Italia fand am 13. Mai 2009 um 20:45 in Rom statt. Zum fünften Mal in der Vereinsgeschichte gewann Lazio Rom den Pokalwettbewerb. Die Partie endete zur regulären Spielzeit mit einem 1:1-Unentschieden, nachdem Mauro Zárate für Lazio und Giampaolo Pazzini für Sampdoria Genua jeweils einen Treffer erzielten. Da die Verlängerung torlos endete, fiel die Entscheidung im Elfmeterschießen, in dem sich der Gastgeber durchsetzte.
| Lazio Rom                                          | Lazio Rom | Sampdoria Genua | Sampdoria Genua |
| -------------------------------------------------- | --- | --- | --------------- |
| Lazio Rom                                          | \| 13. Mai 2009 um 20:45 Uhr in Rom (Stadio Olimpico) \| \| Ergebnis: 1:1 n. V. (1:1, 1:1) 6:5 i. E.[1] \| \| Schiedsrichter: Roberto Rosetti (Pecetto Torinese) \| | \| 13. Mai 2009 um 20:45 Uhr in Rom (Stadio Olimpico) \| \| Ergebnis: 1:1 n. V. (1:1, 1:1) 6:5 i. E.[1] \| \| Schiedsrichter: Roberto Rosetti (Pecetto Torinese) \| | Sampdoria Genua |
| Lazio Rom                                          | Fernando Muslera – Stephan Lichtsteiner, Aleksandar Kolarov, Sebastiano Siviglia, David Rozehnal – Cristian Brocchi (103. Lorenzo De Silvestri), Ousmane Dabo, Pasquale Foggia (80. Simone Del Nero), Cristian Ledesma – Mauro Zárate, Goran Pandev (73. Tommaso Rocchi). Cheftrainer: Delio Rossi | Luca Castellazzi – Pietro Accardi, Stefano Lucchini (96. Daniele Gastaldello), Hugo Campagnaro, Marius Stankevičius, – Mirko Pieri, Angelo Palombo, Daniele Franceschini (87. Gennaro Delvecchio), Paolo Sammarco (90. Daniele Dessena) – Giampaolo Pazzini, Antonio Cassano. Cheftrainer: Walter Mazzarri | Sampdoria Genua |
| Lazio Rom                                          | 1:0 Mauro Zárate (4.) | 1:1 Giampaolo Pazzini (31.) | Sampdoria Genua |
| Lazio Rom                                          | Elfmeterschießen | | Sampdoria Genua |
| Lazio Rom                                          | Cristian Ledesma 1:1 Tommaso Rocchi 2:2 David Rozehnal 3:3 Aleksandar Kolarov 4:4 Mauro Zárate 5:5 Stephan Lichtsteiner 6:5 Ousmane Dabo | 0:1 Antonio Cassano Angelo Palombo 1:2 Giampaolo Pazzini 2:3 Daniele Gastaldello 3:4 Pietro Accardi 4:5 Gennaro Delvecchio Hugo Campagnaro | Sampdoria Genua |
| 13. Mai 2009 um 20:45 Uhr in Rom (Stadio Olimpico) | | |                 |
| Ergebnis: 1:1 n. V. (1:1, 1:1) 6:5 i. E.           | | |                 |
| Schiedsrichter: Roberto Rosetti (Pecetto Torinese) | | |                 |